# Daniel Arnamnart
Daniel Arnamnart (Wahroonga, 14 september 1989) is een Australische zwemmer. Hij vertegenwoordigde zijn vaderland op de Olympische Zomerspelen 2012 in Londen

## Carrière
Bij zijn internationale debuut, op de Pan Pacific kampioenschappen zwemmen 2010 in Irvine, eindigde Arnamnart als tiende op de 50 meter rugslag en als zestiende op de 100 meter rugslag. Op de Gemenebestspelen 2010 in Delhi eindigde de Australiër als zesde op de 50 meter rugslag, op de 100 meter rugslag werd hij uitgeschakeld in de series. In Dubai nam Arnamnart deel aan de wereldkampioenschappen kortebaanzwemmen 2010, op dit toernooi strandde hij in de series van zowel de 50 als de 100 meter rugslag.
Op de Australische kampioenschappen zwemmen 2012 in Adelaide kwalificeerde hij zich voor de Olympische Zomerspelen van 2012 in Londen. In Londen werd hij uitgeschakeld in de halve finales van de 100 meter rugslag.

## Internationale toernooien
| Jaar | Olympische Spelen | WK langebaan  | WK kortebaan                     | PanPacs                          | Gemenebestspelen               |
| ---- | ----------------- | ------------- | -------------------------------- | -------------------------------- | ------------------------------ |
| 2010 |                   |               | 24e 50m rugslag 22e 100m rugslag | 10e 50m rugslag 16e 100m rugslag | 6e 50m rugslag 9e 100m rugslag |
| 2011 |                   | geen deelname |                                  |                                  |                                |
| 2012 | 16e 100m rugslag  |               | geen deelname                    |                                  |                                |

## Persoonlijke records
Bijgewerkt tot en met 17 maart 2012

### Kortebaan
| Afstand      | Tijd  | Datum            | Plaats |
| ------------ | ----- | ---------------- | ------ |
| 50m rugslag  | 23,60 | 11 augustus 2009 | Hobart |
| 100m rugslag | 51,10 | 9 augustus 2009  | Hobart |

### Langebaan
| Afstand      | Tijd  | Datum         | Plaats   |
| ------------ | ----- | ------------- | -------- |
| 50m rugslag  | 25,08 | 16 maart 2010 | Sydney   |
| 100m rugslag | 54,05 | 17 maart 2012 | Adelaide |